# Hanwant Singh

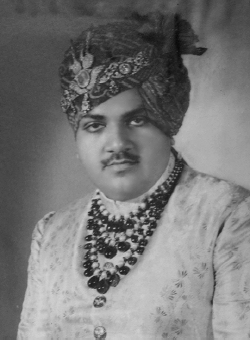
Hanwant Singh

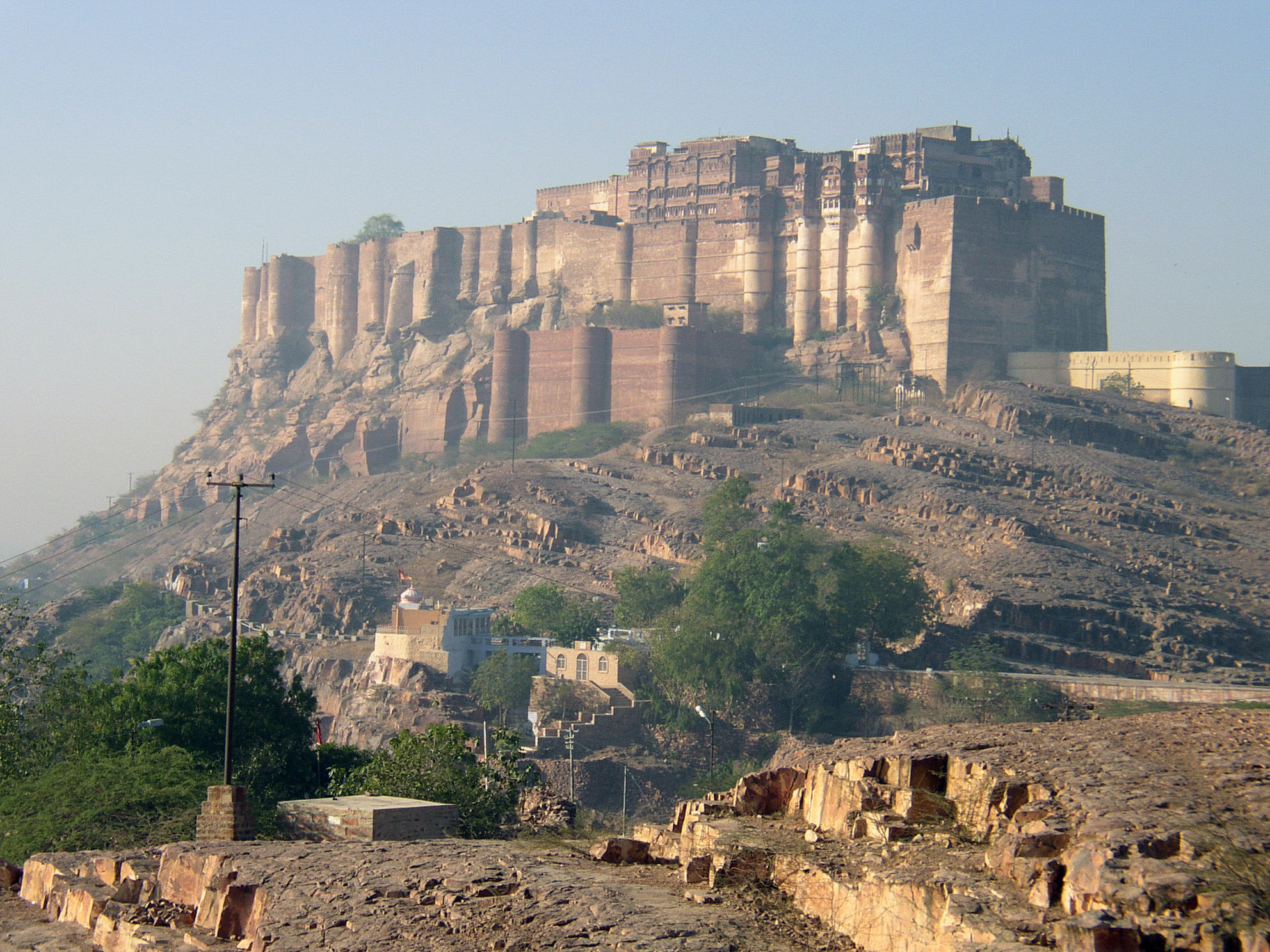
Meherangarh-Fort, Jodhpur

Hanwant Singh oder mit vollem Namen Raj Rajeshwar Maharajadhiraj Shri Hanwant Singh Rathore (* 16. Juni 1923 in Jodhpur; † 26. Januar 1952 ebenda) war von 1947 bis 1949 Herrscher über den Fürstenstaat Marwar mit der Hauptstadt Jodhpur; nach der Unabhängigkeit Indiens trug er noch bis zu seinem frühen Tod den Maharaja-Titel.

## Geschichte
Hanwant Singh besuchte das Eton College in der Nähe von London; hier erwarb er sich den Ruf eines Snobs bzw. Exzentrikers. Nach dem Tod seines Vaters Umaid Singh am 9. Juni 1947 übernahm er das Amt des Maharajas von Jodhpur. Er erwies sich jedoch insgesamt als moderner Fürst und kandidierte als Unabhängiger bei der Parlamentswahl in Indien 1951–1952, obwohl er dadurch alle noch bestehenden Privilegien und finanziellen Zuwendungen seitens des indischen Staates verlor. Im Jahr 1952 gründete Hanwant Singh die Partei Akhil Bhartiya Ramrajya Parishad. Auf einer seiner Wahlkampfreisen, die er häufig mit einem von ihm selbst gesteuerten Kleinflugzeug unternahm, streifte er eine Hochspannungsleitung und stürzte ab. Er und seine dritte Ehefrau Zubeida fanden den Tod. Seine Partei gewann dennoch 31 von 35 Sitzen für Jodhpur.
Von ihm ist folgender Ausspruch überliefert: Shorn of old feudal and autocratic character, a prince in free India should now rise to the level of the Common Man. (Übersetzung: „Nach dem Verlust alter feudaler und autokratischer Aspekte sollte ein Prinz im freien Indien sich jetzt auf die Stufe des gemeinen Mannes stellen.“; wörtlich: „sich erheben“).

## Familie
Hanwant Singh war dreimal verheiratet und zweimal geschieden bzw. getrennt:
- 1943: Prinzessin Krishna Kumari von Dhrangadhra aus Gujarat
- 1948: Krankenschwester Sandra McBryde aus Schottland
- 1949: Sängerin/Schauspielerin Zubeida aus Bombay

Die dritte Ehe wurde von den Würdenträgern des Fürstenstaates nicht gutgeheißen; er musste den von seinem Vater in den 1920er Jahren erbauten Umaid-Bhavan-Palast verlassen und in das alte Meherangarh-Fort umziehen. Sein im Jahr 1948 geborener Sohn Gaj Singh aus erster Ehe wurde sein Nachfolger.